# Diplogeomyza spinosa
Diplogeomyza spinosa är en tvåvingeart som beskrevs av Mcalpine 1967. Diplogeomyza spinosa ingår i släktet Diplogeomyza och familjen myllflugor. Inga underarter finns listade i Catalogue of Life.